# Campionati mondiali juniores di sci alpino 2019
I Campionati mondiali juniores di sci alpino 2019 si sono svolti in Italia, in Val di Fassa, dal 18 al 27 febbraio. Il programma ha incluso gare di discesa libera, supergigante, slalom gigante, slalom speciale e combinata, tutte sia maschili sia femminili, e una gara a squadre mista.

## Assegnazione e impianti
Le gare hanno avuto luogo presso lo stadio dello sci "Aloch" a Pozza di Fassa (frazione del comune di San Giovanni di Fassa) e la pista "La VolatA" a Passo San Pellegrino (Moena). Si è trattato dei settimi Mondiali juniores di sci alpino organizzati in Italia, i primi in Val di Fassa che già nel dicembre 2013 aveva ospitato le gare di sci alpino della XXVI Universiade invernale, oltre a varie gare di Coppa Europa annualmente.
La mascotte dell'evento è un pupazzo a forma di fiocco di neve, chiamato Neif ("neve" in dialetto fassano).

## Risultati

### Uomini

#### Discesa libera
| Pos. | Atleta           | Nazione     | Tempo   |
| ---- | ---------------- | ----------- | ------- |
| 1    | Lars Rösti       | Svizzera    | 1:20,21 |
| 2    | Julian Schütter  | Austria     | 1:20,33 |
| 3    | Manuel Traninger | Austria     | 1:20,66 |
| 4    | Atle Lie McGrath | Norvegia    | 1:20,67 |
| 5    | Josua Mettler    | Svizzera    | 1:20,84 |
| 6    | Kyle Negomir     | Stati Uniti | 1:20,91 |
| 7    | Cédric Ochsner   | Svizzera    | 1:20,95 |
| 8    | River Radamus    | Stati Uniti | 1:20,98 |
| 9    | Florian Loriot   | Francia     | 1:21,04 |
| 10   | Nicolò Molteni   | Italia      | 1:21,05 |

Data: mercoledì 20 febbraio 2019

Ore: 11.00 (UTC+1)

Pista: 

Partenza: 2 510 m s.l.m.

Arrivo: 1 880 m s.l.m.

Dislivello: 630 m

Tracciatore: Daniel Dorigo (Italia)

#### Supergigante
| Pos. | Atleta           | Nazione     | Tempo   |
| ---- | ---------------- | ----------- | ------- |
| 1    | River Radamus    | Stati Uniti | 1:09,29 |
| 2    | Lucas Braathen   | Norvegia    | 1:09,63 |
| 3    | Florian Loriot   | Francia     | 1:09,77 |
| 4    | Manuel Traninger | Austria     | 1:09,84 |
| 5    | Lars Rösti       | Svizzera    | 1:10,09 |
| 6    | Julian Schütter  | Austria     | 1:10,36 |
| 7    | Arnaud Boisset   | Svizzera    | 1:10,43 |
| 8    | Johan Hagberg    | Svezia      | 1:10,44 |
| 9    | Nicolò Molteni   | Italia      | 1:10,56 |
| 10   | Ken Caillot      | Francia     | 1:10,61 |

Data: giovedì 21 febbraio 2019

Ore: 11.00 (UTC+1)

Pista: 

Partenza: 2 395 m s.l.m.

Arrivo: 1 880 m s.l.m.

Dislivello: 515 m

Tracciatore: Stefan Kurz (Germania)

#### Slalom gigante
| Pos. | Atleta                   | Nazione     | Tempo   |
| ---- | ------------------------ | ----------- | ------- |
| 1    | River Radamus            | Stati Uniti | 1:57,96 |
| 2    | Tobias Kastlunger        | Italia      | 1:58,80 |
| 3    | Sam Maes                 | Belgio      | 1:58,89 |
| 4    | Halvor Hilde Gunleiksrud | Norvegia    | 1:59,14 |
| 5    | Léo Anguenot             | Francia     | 1:59,46 |
| 6    | Florian Loriot           | Francia     | 1:59,70 |
| 7    | Turo Torvinen            | Finlandia   | 1:59,73 |
| 8    | Fadri Janutin            | Svizzera    | 1:59,90 |
| 9    | Jonas Stockinger         | Germania    | 1:59,94 |
| 10   | Samuel Moling            | Italia      | 1:59,96 |

Data: lunedì 25 febbraio 2019

1ª manche:

Ore: 9.30 (UTC+1)

Pista: 

Partenza: 1 666 m s.l.m.

Arrivo: 1 340 m s.l.m.

Dislivello: 326 m

Tracciatore: Peter Rybarik (Canada)

2ª manche:

Ore: 13.00 (UTC+1)

Pista: 

Partenza: 1 666 m s.l.m.

Arrivo: 1 340 m s.l.m.

Dislivello: 326 m

Tracciatore: Paul Epstein (Belgio)

#### Slalom speciale
| Pos. | Atleta            | Nazione     | Tempo   |
| ---- | ----------------- | ----------- | ------- |
| 1    | Alex Vinatzer     | Italia      | 1:46,52 |
| 2    | Benjamin Ritchie  | Stati Uniti | 1:47,90 |
| 3    | Sam Maes          | Belgio      | 1:47,98 |
| 4    | Joshua Sturm      | Austria     | 1:48,29 |
| 5    | Andreas Strand    | Norvegia    | 1:48,40 |
| 6    | Samuel Kolega     | Croazia     | 1:48,42 |
| 6    | Jimmy Krupka      | Stati Uniti | 1:48,42 |
| 8    | Filip Vennerström | Svezia      | 1:48,44 |
| 9    | Maurus Sparr      | Svizzera    | 1:48,48 |
| 10   | Jett Seymour      | Stati Uniti | 1:48,55 |

Data: martedì 26 febbraio 2019

1ª manche:

Ore: 9.30 (UTC+1)

Pista: 

Partenza: 1 540 m s.l.m.

Arrivo: 1 340 m s.l.m.

Dislivello: 200 m

Tracciatore: Johnny Davidson (Norvegia)

2ª manche:

Ore: 13.30 (UTC+1)

Pista: 

Partenza: 1 666 m s.l.m.

Arrivo: 1 340 m s.l.m.

Dislivello: 326 m

Tracciatore: Simone Stiletto (Italia)

#### Combinata
| Pos. | Atleta               | Nazione     | Tempo   |
| ---- | -------------------- | ----------- | ------- |
| 1    | Tobias Hedström      | Svezia      | 2:04,03 |
| 2    | Atle Lie McGrath     | Norvegia    | 2:04,45 |
| 3    | Lucas Braathen       | Norvegia    | 2:04,48 |
| 4    | River Radamus        | Stati Uniti | 2:04,55 |
| 5    | Louis Muhlen-Schulte | Australia   | 2:04,87 |
| 6    | Kaspar Kindem        | Norvegia    | 2:04,93 |
| 7    | Florian Loriot       | Francia     | 2:04,99 |
| 8    | Kyle Negomir         | Stati Uniti | 2:05,01 |
| 9    | Pietro Canzio        | Italia      | 2:05,05 |
| 10   | Moritz Opetnik       | Svizzera    | 2:05,19 |

Data: venerdì 23 febbraio 2019

1ª manche:

Ore: 11.00 (UTC+1)

Pista: 

Partenza: 2 395 m s.l.m.

Arrivo: 1 880 m s.l.m.

Dislivello: 515 m

Tracciatore: Franz Heinzer (Svizzera)

2ª manche:

Ore: 15.00 (UTC+1)

Pista: 

Partenza: 

Arrivo: 

Dislivello: 

Tracciatore: Magnus Larsson (Svezia)

### Donne

#### Discesa libera
| Pos. | Atleta                     | Nazione     | Tempo   |
| ---- | -------------------------- | ----------- | ------- |
| 1    | Juliana Suter              | Svizzera    | 1:23,91 |
| 2    | Noémie Kolly               | Svizzera    | 1:24,06 |
| 3    | Lisa Grill                 | Austria     | 1:24,57 |
| 4    | Stephanie Jenal            | Svizzera    | 1:24,67 |
| 5    | Sofia Pizzato              | Italia      | 1:24,74 |
| 5    | Julia Scheib               | Austria     | 1:24,74 |
| 7    | Hannah Sæthereng           | Norvegia    | 1:24,75 |
| 8    | Ida Dannewitz              | Svezia      | 1:24,81 |
| 9    | Katrin Hirtl-Stanggaßinger | Germania    | 1:24,85 |
| 10   | A J Hurt                   | Stati Uniti | 1:24,96 |

Data: mercoledì 27 febbraio 2019

Ore: 10.30 (UTC+1)

Pista: 

Partenza: 2 510 m s.l.m.

Arrivo: 1 880 m s.l.m.

Dislivello: 630 m

Tracciatore: Daniel Dorigo (Italia)

#### Supergigante
| Pos. | Atleta                     | Nazione     | Tempo   |
| ---- | -------------------------- | ----------- | ------- |
| 1    | Hannah Sæthereng           | Norvegia    | 1:14,54 |
| 2    | Julia Scheib               | Austria     | 1:14,68 |
| 3    | Lindy Etzensperger         | Svizzera    | 1:14,74 |
| 4    | Noémie Kolly               | Svizzera    | 1:14,77 |
| 5    | Keely Cashman              | Stati Uniti | 1:14,88 |
| 6    | Madeleine Chirat           | Francia     | 1:15,01 |
| 7    | Nadine Fest                | Austria     | 1:15,18 |
| 8    | Katrin Hirtl-Stanggaßinger | Germania    | 1:15,43 |
| 9    | Stephanie Jenal            | Svizzera    | 1:15,47 |
| 10   | Nicole Good                | Svizzera    | 1:15,54 |

Data: domenica 24 febbraio 2019

Ore: 10.30 (UTC+1)

Pista: 

Partenza: 2 395 m s.l.m.

Arrivo: 1 880 m s.l.m.

Dislivello: 515 m

Tracciatore: Kristopher Shampeny (Stati Uniti)

#### Slalom gigante
| Pos. | Atleta             | Nazione       | Tempo   |
| ---- | ------------------ | ------------- | ------- |
| 1    | Alice Robinson     | Nuova Zelanda | 1:54,99 |
| 2    | Camille Rast       | Svizzera      | 1:56,05 |
| 3    | Kaja Norbye        | Norvegia      | 1:56,15 |
| 4    | Neja Dvornik       | Slovenia      | 1:56,22 |
| 5    | Julia Scheib       | Austria       | 1:56,46 |
| 6    | Riikka Honkanen    | Finlandia     | 1:56,62 |
| 7    | A J Hurt           | Stati Uniti   | 1:56,79 |
| 8    | Doriane Escané     | Francia       | 1:57,19 |
| 9    | Ali Nullmeyer      | Canada        | 1:57,42 |
| 10   | Lindy Etzensperger | Svizzera      | 1:57,46 |

Data: martedì 19 febbraio 2019

1ª manche:

Ore: 9.30 (UTC+1)

Pista: 

Partenza: 1 670 m s.l.m.

Arrivo: 1 350 m s.l.m.

Dislivello: 320 m

Tracciatore: Tim Cafe (Nuova Zelanda)

2ª manche:

Ore: 13.00 (UTC+1)

Pista: 

Partenza: 1 670 m s.l.m.

Arrivo: 1 350 m s.l.m.

Dislivello: 320 m

Tracciatore: Erik Skaslien (Norvegia)

#### Slalom speciale
| Pos. | Atleta                  | Nazione     | Tempo   |
| ---- | ----------------------- | ----------- | ------- |
| 1    | Meta Hrovat             | Slovenia    | 1:47,70 |
| 2    | Aline Danioth           | Svizzera    | 1:48,59 |
| 3    | Elsa Håkansson-Fermbäck | Svezia      | 1:48,98 |
| 4    | Neja Dvornik            | Slovenia    | 1:49,03 |
| 5    | Lara Della Mea          | Italia      | 1:49,55 |
| 6    | Camille Rast            | Svizzera    | 1:49,68 |
| 7    | Amelia Smart            | Canada      | 1:49,71 |
| 8    | Sara Rask               | Svezia      | 1:49,78 |
| 9    | Marta Rossetti          | Italia      | 1:49,81 |
| 10   | Katie Hensien           | Stati Uniti | 1:50,01 |

Data: mercoledì 20 febbraio 2019

1ª manche:

Ore: 9.30 (UTC+1)

Pista: 

Partenza: 1 550 m s.l.m.

Arrivo: 1 350 m s.l.m.

Dislivello: 200 m

Tracciatore: Georg Horigl (Giappone)

2ª manche:

Ore: 12.30 (UTC+1)

Pista: 

Partenza: 1 550 m s.l.m.

Arrivo: 1 350 m s.l.m.

Dislivello: 200 m

Tracciatore: Igor Zagernik (Slovenia)

#### Combinata
| Pos. | Atleta              | Nazione     | Tempo   |
| ---- | ------------------- | ----------- | ------- |
| 1    | Nicole Good         | Svizzera    | 2:03,77 |
| 2    | Kaja Norbye         | Norvegia    | 2:04,27 |
| 3    | Ida Dannewitz       | Svezia      | 2:04,28 |
| 4    | Keely Cashman       | Stati Uniti | 2:04,54 |
| 5    | Martina Willibald   | Germania    | 2:04,60 |
| 6    | Hannah Sæthereng    | Norvegia    | 2:04,65 |
| 7    | Kristiane Bekkestad | Norvegia    | 2:05,08 |
| 8    | Marte Monsen        | Norvegia    | 2:05,17 |
| 9    | Camille Rast        | Svizzera    | 2:05,64 |
| 10   | Francesca Baruzzi   | Argentina   | 2:05,72 |

Data: domenica 24 febbraio 2019

1ª manche:

Ore: 10.30 (UTC+1)

Pista: 

Partenza: 2 395 m s.l.m.

Arrivo: 1 880 m s.l.m.

Dislivello: 515 m

Tracciatore: Kristopher Shampeny (Stati Uniti)

2ª manche:

Ore: 

Pista: 

Partenza: 

Arrivo: 

Dislivello: 

Tracciatore: 

### Misto

#### Gara a squadre
| Pos. | Nazione     | Atleti                                                               |
| ---- | ----------- | -------------------------------------------------------------------- |
| 1    | Francia     | Augustin Bianchini Doriane Escané Jérémie Lagier Marie Lamure        |
| 2    | Stati Uniti | Katie Hensien A J Hurt River Radamus Benjamin Ritchie                |
| 3    | Germania    | Fabian Himmelsbach Martina Ostler Nikolaus Pföderl Martina Willibald |

Data: venerdì 22 febbraio 2019

Ore: 

Pista: 

Partenza: 1 420 m s.l.m.

Arrivo: 1 360 m s.l.m.

Dislivello: 60 m

Tracciatore: 

##### Torneo
La gara a squadre consiste in una competizione di slalom parallelo tra rappresentative nazionali composte da quattro atleti, due sciatori e due sciatrici, che si affrontano a due a due sul percorso di gara. Ai vincitori spetta un punto; in caso entrambe le squadre ottengano due punti, passa il turno la squadra che ha ottenuto il miglior tempo stabilito sommando le migliori prestazioni maschili e femminili.
|  | Ottavi di finale | Ottavi di finale |             |     | Quarti di finale          | Quarti di finale          |  |  | Semifinali | Semifinali |  |  | Finale | Finale |
|  |                  |                  |             |     |                           |                           |  |  |            |            |  |  |        |        |
|  |                  |                  |             |     |                           |                           |  |  |            |            |  |  |        |        |
|  |                  |                  |             |     |                           |                           |  |  |            |            |  |  |        |        |
|  | Belgio           | 0                |             |     |                           |                           |  |  |            |            |  |  |        |        |
|  | Belgio           | 0                |             |     |                           |                           |  |  |            |            |  |  |        |        |
|  | Svizzera         | 4                |             |     |                           |                           |  |  |            |            |  |  |        |        |
|  | Svizzera         | 4                | Svezia      | 3   |                           |                           |  |  |            |            |  |  |        |        |
|  |                  |                  | Svezia      | 3   |                           |                           |  |  |            |            |  |  |        |        |
|  |                  | Svizzera         | 1           |     |                           |                           |  |  |            |            |  |  |        |        |
|  | Svezia           | Svizzera         | 1           | 2+1 |                           |                           |  |  |            |            |  |  |        |        |
|  | Svezia           |                  |             | 2+1 |                           |                           |  |  |            |            |  |  |        |        |
|  | Canada           | 2                |             |     |                           |                           |  |  |            |            |  |  |        |        |
|  | Canada           | 2                | Svezia      | 2   |                           |                           |  |  |            |            |  |  |        |        |
|  |                  |                  | Svezia      | 2   |                           |                           |  |  |            |            |  |  |        |        |
|  |                  | Stati Uniti      | 2+1         |     |                           |                           |  |  |            |            |  |  |        |        |
|  | Finlandia        | Stati Uniti      | 2+1         | 0   |                           |                           |  |  |            |            |  |  |        |        |
|  | Finlandia        |                  |             | 0   |                           |                           |  |  |            |            |  |  |        |        |
|  | Italia           | 4                |             |     |                           |                           |  |  |            |            |  |  |        |        |
|  | Italia           | 4                | Italia      | 1   |                           |                           |  |  |            |            |  |  |        |        |
|  |                  |                  | Italia      | 1   |                           |                           |  |  |            |            |  |  |        |        |
|  |                  | Stati Uniti      | 3           |     |                           |                           |  |  |            |            |  |  |        |        |
|  | Rep. Ceca        | Stati Uniti      | 3           | 0   |                           |                           |  |  |            |            |  |  |        |        |
|  | Rep. Ceca        |                  |             | 0   |                           |                           |  |  |            |            |  |  |        |        |
|  | Stati Uniti      | 4                |             |     |                           |                           |  |  |            |            |  |  |        |        |
|  | Stati Uniti      | 4                | Francia     | 3   |                           |                           |  |  |            |            |  |  |        |        |
|  |                  |                  | Francia     | 3   |                           |                           |  |  |            |            |  |  |        |        |
|  |                  | Stati Uniti      | 1           |     |                           |                           |  |  |            |            |  |  |        |        |
|  | Polonia          | Stati Uniti      | 1           | 0   |                           |                           |  |  |            |            |  |  |        |        |
|  | Polonia          |                  |             | 0   |                           |                           |  |  |            |            |  |  |        |        |
|  | Norvegia         | 4                |             |     |                           |                           |  |  |            |            |  |  |        |        |
|  | Norvegia         | 4                | Francia     | 4   |                           |                           |  |  |            |            |  |  |        |        |
|  |                  |                  | Francia     | 4   |                           |                           |  |  |            |            |  |  |        |        |
|  |                  | Norvegia         | 0           |     |                           |                           |  |  |            |            |  |  |        |        |
|  | Russia           | Norvegia         | 0           | 0   |                           |                           |  |  |            |            |  |  |        |        |
|  | Russia           |                  |             | 0   |                           |                           |  |  |            |            |  |  |        |        |
|  | Francia          | 4                |             |     |                           |                           |  |  |            |            |  |  |        |        |
|  | Francia          | 4                | Germania    | 1   |                           |                           |  |  |            |            |  |  |        |        |
|  |                  |                  | Germania    | 1   |                           |                           |  |  |            |            |  |  |        |        |
|  |                  | Francia          | 3           |     | Finale per il terzo posto | Finale per il terzo posto |  |  |            |            |  |  |        |        |
|  | Germania         | Francia          | 3           | 3   | Finale per il terzo posto | Finale per il terzo posto |  |  |            |            |  |  |        |        |
|  | Germania         |                  |             | 3   |                           |                           |  |  |            |            |  |  |        |        |
|  | Slovenia         | 1                |             |     |                           |                           |  |  |            |            |  |  |        |        |
|  | Slovenia         | 1                | Regno Unito | 0   | Germania                  | 3                         |  |  |            |            |  |  |        |        |
|  |                  |                  | Regno Unito | 0   | Germania                  | 3                         |  |  |            |            |  |  |        |        |
|  |                  | Germania         | 4           |     | Svezia                    | 1                         |  |  |            |            |  |  |        |        |
|  | Regno Unito      | Germania         | 4           | 2+1 | Svezia                    | 1                         |  |  |            |            |  |  |        |        |
|  | Regno Unito      |                  |             | 2+1 |                           |                           |  |  |            |            |  |  |        |        |
|  | Austria          | 2                |             |     |                           |                           |  |  |            |            |  |  |        |        |
|  | Austria          | 2                |             |     |                           |                           |  |  |            |            |  |  |        |        |

## Medagliere per nazioni
| Pos.   | Nazione       | Oro | Argento | Bronzo | Totale |
| ------ | ------------- | --- | ------- | ------ | ------ |
| 1      | Svizzera      | 3   | 3       | 1      | 7      |
| 2      | Stati Uniti   | 2   | 2       | 0      | 4      |
| 3      | Norvegia      | 1   | 3       | 2      | 6      |
| 4      | Italia        | 1   | 1       | 0      | 2      |
| 5      | Svezia        | 1   | 0       | 2      | 3      |
| 6      | Francia       | 1   | 0       | 1      | 2      |
| 7      | Nuova Zelanda | 1   | 0       | 0      | 1      |
| 7      | Slovenia      | 1   | 0       | 0      | 1      |
| 9      | Austria       | 0   | 2       | 2      | 4      |
| 10     | Belgio        | 0   | 0       | 2      | 2      |
| 11     | Germania      | 0   | 0       | 1      | 1      |
| Totale | Totale        | 11  | 11      | 11     | 33     |